# 2004年阿富汗宪法
《2004年阿富汗宪法》是阿富汗伊斯兰共和国的根本法。虽然沙杜拉尼早在1747年就建立了杜兰尼帝国，但最早的阿富汗宪法却是拉赫曼汗在19世纪90年代所制定的。1964年阿富汗宪法使得阿富汗成为了一个民主国家。
该宪法在2004年1月于2003年支尔格大会上被通过，随即于26日由哈米德·卡尔扎伊签署并正式实施，全文共162条。它由《波恩协定》所授权的阿富汗宪法委员会所演变而来。宪法规定选举产生总统和国民议会。新宪法生效后的首次总统选举于同年10月举行，卡尔扎伊当选任期五年。第一次国会选举被推迟到次年9月。

## 总统
宪法第62条规定，总统候选人需要满足：
- 是阿富汗穆斯林公民，父母为阿富汗公民。
- 非双重国籍。
- 年满四十岁。
- 未被法院宣判为反人类罪、刑事犯罪或被剥夺公民权利。
- 并未担任过两任以上的总统职位。

## 国民议会
国民议会由人民院和长老院两院组成，
人民院由最多二百五十名通过不可转移单票制直接选出的代表组成。成员由省议会产生任期五年。其中至少六十四名代表必须为女性。其中还有十位代表由库奇牧民在其同辈中选举而来。人民院对制定和批准法律以及批准总统令负有主要责任，并对政府高层任命和政策拥有相当大的否决权。
长老院将由省议会、区议会和总统任命的数量不详的当地政要和专家组成。总统还将任命了两名身体残疾者的代表。长老院可以通过法律、批准预算和批准条约。

## 司法
最高法院法官由总统任命，任期十年。其下设高等法院、上诉法院、地方和地区法院。同时符合相关条件的法官需要接受伊斯兰法学或世俗法律方面的培训。法院还被允许在宪法缺乏相关规定的情况下使用哈乃斐法学原理。

## 内阁
内阁由总统、两位副总统和二十五位部长组成。部长由总统任命，人民院批准。

## 行政区划
宪法将阿富汗划分为34个省，并各由省议会管理，其省长由总统任命。而各省则进一步被划分为县，县包括村庄和城镇。每个村庄和城镇各自拥有独立的委员会。

## 宗教信仰
宪法将伊斯兰教法规定为宗教法。

## 权利和义务
宪法第二章共37条，其规定了阿富汗公民享有的权力和义务。
首先确定了男女平等（第21条）。国家有义务尊重并保护公民的自由（第22条）。公民享有生命权、隐私权、和平集会权（第23条）。并规定确保所有公民享有义务教育。声明言论自由是不可侵犯的，每个阿富汗公民都有印刷出版自由，无需国家同意（第32条）。在司法方面，也确立了无罪推定和聘请律师的权利，并禁止酷刑。并将设立一个独立的委员会来监督人权（第58条）。

## 语言
宪法第16条规定，“在普什图语、达里语、乌兹别克语、土库曼语、俾路支语、帕沙伊语、努里斯坦语和本国其他现有语言中，普什图语和达里语应成为国家的官方语言。”此外，其他语言在该语言被大多数人使用的地区被视为“第三官方语言”。
第20条规定，阿富汗国歌使用普什图语，并提及“真主至大”以及阿富汗部落名称。

## 土地
宪法第16条，外国人不允许拥有阿富汗土地，外国个人无权拥有阿富汗境内的不动产。